# Podandrogyne mathewsii
Podandrogyne mathewsii är en paradisblomsterväxtart. Podandrogyne mathewsii ingår i släktet Podandrogyne och familjen paradisblomsterväxter.

## Underarter
Arten delas in i följande underarter:
- P. m. mathewsii
- P. m. ulei